# Мајкл Ред
Мајкл Ред (енгл. Michael Redd; Коламбус, Охајо, 24. август 1979) је бивши амерички кошаркаш. Играо је на позицији бека.
На драфту 2000. одабрали су га Милвоки Бакси као 43. пика.

## Успеси

### Репрезентативни
- Олимпијске игре:  2008.
- Америчко првенство:  2007.
- Универзијада:  1999.

### Појединачни
- НБА Ол-стар меч (1): 2004.
- Идеални тим НБА — трећа постава: 2003/04.